# خوسيه مولينا
خوسيه مولينا (بالإسبانية: Elías Molina-Prados)‏ (16 فبراير 1982 في إسبانيا - ) هو لاعب كرة قدم إسباني في مركز الوسط. شارك مع منتخب إسبانيا تحت 15 سنة لكرة القدم ومنتخب إسبانيا تحت 16 سنة لكرة القدم ومنتخب إسبانيا تحت 17 سنة لكرة القدم ومنتخب إسبانيا تحت 18 سنة لكرة القدم. أما مع النوادي، فقد لعب مع أتلتيكو مدريد وبونفيرادينا وريال مايوركا ب ولوغرونيس ونادي ألباسيتي ونادي بورغوس ونادي كارتاخينا ونادي كونكينسي ونومانسيا وLorca Deportiva CF ‏ ونادي ألباسيتي ب وCF Gimnástico Alcázar ‏ وManzanares CF ‏ ونادي كاسيرينو.

## وصلات خارجية
- خوسيه مولينا على موقع قاعدة بيانات كرة القدم.إي يو (الإنجليزية)
- خوسيه مولينا على موقع Soccerway.com (الإنجليزية)